# Gare d'Istres
La gare d'Istres est une gare ferroviaire française, située sur le territoire de la commune d'Istres, dans le département des Bouches-du-Rhône en région Provence-Alpes-Côte d'Azur.
C'est une gare de la Société nationale des chemins de fer français (SNCF) desservie par des trains TER PACA.

## Situation ferroviaire
Établie à 25 mètres d'altitude, la gare d'Istres se situe au point kilométrique (PK) 843,642 de la ligne de Miramas à l'Estaque entre les gares de Miramas et de Rassuen, cette dernière étant située également sur la commune d'Istres.

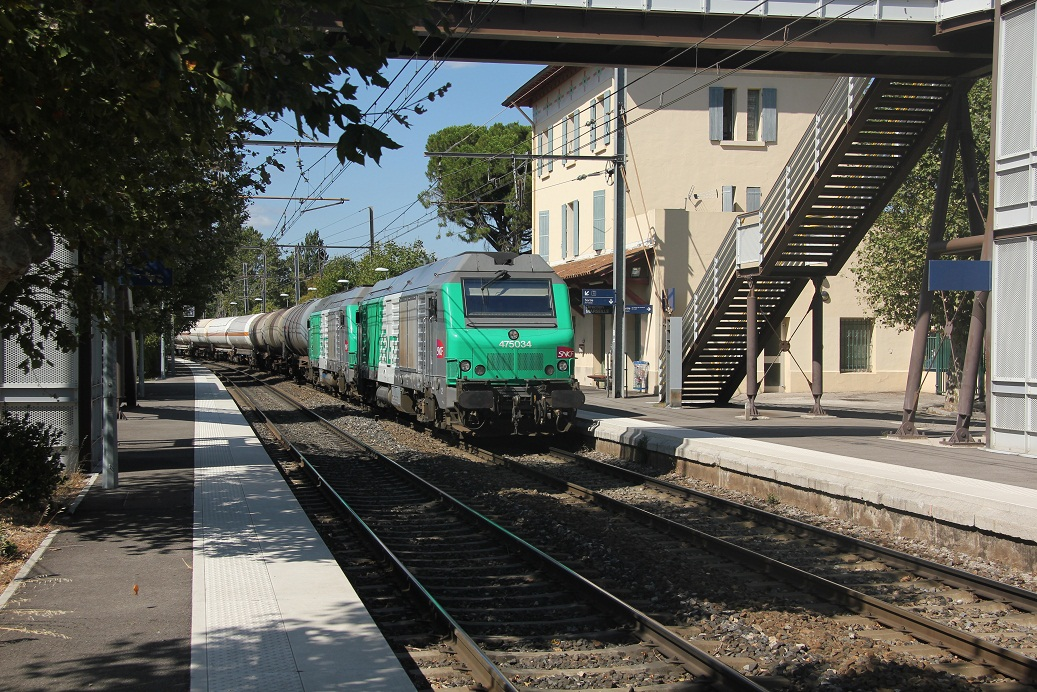
L'intérieur de la gare avec le passage d'un train de fret (2010).

## Histoire
En 1875, dans le cadre d'une voie ferrée d'intérêt local, le baron Armand-Charles-Alexandre Digeon et Marie-Casimir Delamarre obtiennent par le décret du 12 avril 1875 la concession d'une ligne de Miramas à Port-de-Bouc. Dans le cahier des charges il est précisé que la ligne débute dans la station de Miramas, en embranchement de la ligne de Lyon à Marseille, puis elle doit passer à Istres, proche de Fos et se terminer à Port-de-Bouc.
La ligne est mise en service en 1882. À partir de 1891, la concession échoit à la Société du chemin de fer de Miramas à Port-de-Bouc.
Entre-temps, la convention du 26 mai 1883 concédait, à titre éventuel, une ligne de Miramas à L'Estaque à la Compagnie des chemins de fer de Paris à Lyon et à la Méditerranée (PLM). 
Le 29 juin 1904, la loi déclarant la construction de la ligne d'utilité publique est promulguée. Cette loi prévoit le rachat par l'État et l'intégration au réseau PLM de la ligne de Miramas à Port-de-Bouc, qui sera adaptée et mise à double voie.
Le bâtiment voyageurs d'origine est remplacé à cette époque par un bâtiment plus moderne.
La ligne de Miramas à Port-de-Bouc est exploitée à double voie à partir du 1er juillet 1913.
La section de Port-de-Bouc à L'Estaque est construite de 1908 à 1915 et inaugurée le 15 octobre de cette année.
En pleine guerre mondiale, la gare voit surtout passer, jusqu'en 1918, de nombreux convois militaires.

## Fréquentation
De 2015 à 2023, selon les estimations de la SNCF, la fréquentation annuelle de la gare s'élève aux nombres indiqués dans le tableau ci-dessous.
| Année               | 2015   | 2016   | 2017   | 2018   | 2019   | 2020   | 2021   | 2022   | 2023   |
| ------------------- | ------ | ------ | ------ | ------ | ------ | ------ | ------ | ------ | ------ |
| Nombre de voyageurs | 75 367 | 59 418 | 56 917 | 54 825 | 55 373 | 27 559 | 37 624 | 53 969 | 58 978 |

## Service des voyageurs

### Accueil
Gare SNCF, elle dispose d'un bâtiment voyageurs, avec guichet, ouvert tous les jours. Elle est équipée d'automates pour l'achat de titres de transport.
Une passerelle équipée d’ascenseurs permet le passage d'un quai à l'autre.

### Desserte
Istres est desservie par des trains TER Provence-Alpes-Côte d'Azur de la ligne 07 Marseille-Miramas (via Port-de-Bouc et Rognac).

### Intermodalité
Un parking pour les véhicules est aménagé. la gare est desservie par des bus urbains.

## Patrimoine ferroviaire

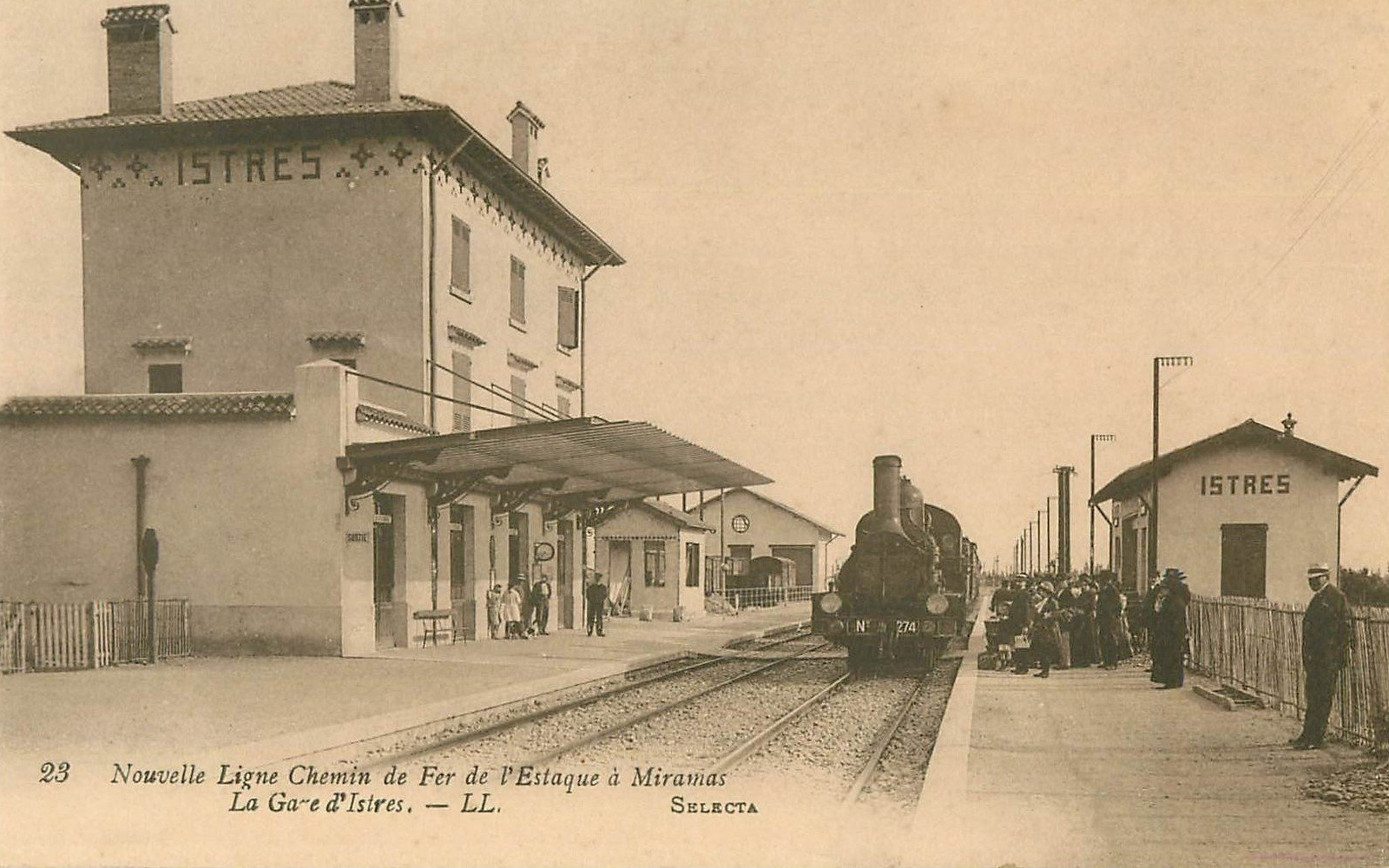
Le bâtiment actuel, peu après sa construction.

### Ancienne gare
La première gare d'Istres est, construite par le Miramas-Port-de-Bouc un petit bâtiment en pierre de trois travées directement accolé à une halle à marchandises en bois.
Après son remplacement par la gare construite par le PLM, l'ancien bâtiment voyageurs a été revendu comme habitation particulière et existe toujours, chemin de Bel air.

### Gare actuelle
Construit durant les années 1910, il s'agit d'un bâtiment voyageurs de style régional, comme les autres gares de la ligne.
Le corps central est à deux étages, avec des ailes latérales et un patio. Une frise en carreaux de céramique orne l'espace situé sous la corniche et affiche le nom de la gare.
À noter que le bâtiment voyageurs de la gare, voisine, de Rassuen, est plus vaste que celui d'Istres, construit à la même époque.

## Iconographie
- ISTRES - Gare P.-L.-M., carte postale noir et blanc, années 1900 (estimation).
- ISTRES - La Gare - Arrivée d'un Train, Philippe Parraud - Miramas, carte postale noir et blanc, années 1900 (estimation).
- ISTRES - La Gare, N° 11948, carte postale noir et blanc, années 1900 (estimation).